# Zespół Szkolno-Przedszkolny nr 2 w Prudniku
Zespół Szkolno-Przedszkolny nr 2 w Prudniku – zespół publicznych szkół znajdujący się w Prudniku przy ulicy Szkolnej 12. W skład zespołu wchodzą: Publiczna Szkoła Podstawowa nr 3 im. Powstańców Śląskich, Publiczne Przedszkole nr 1 im. Jana Brzechwy i Publiczne Przedszkole nr 4 im. Stanisława Szozdy.

## Historia
Gmach szkoły został oddany do użytku 1 października 1910. Mieściła się w nim szkoła gospodarstwa domowego dla dziewcząt. W trakcie II wojny światowej, od 1941 w budynku funkcjonowała filia lazaretu w klasztorze bonifratrów.
Po zakończeniu II wojny światowej i przejęciu Prudnika przez administrację polską, polska szkoła w budynku dawnej szkoły dla dziewcząt przy ul. Szkolnej została otwarta 16 czerwca 1945. Z początku przyjęto do niej 10 dzieci. Było to Przedszkole i Gimnazjum Krawieckie, a od 1946 w budynku mieściła się także Państwowa Szkoła dla Dorosłych.
Od 1953 do szkoły uczęszczało 465 uczniów, a uczyło w niej 13 nauczycieli. W 1957 placówce nadano nazwę Szkoła Podstawowa nr 3. W 1970 Szkoła Podstawowa nr 3 otrzymała imię Powstańców Śląskich. Od 1974 nadaje tytuł Honorowego Obywatela Szkoły. Jako pierwsi tytuł otrzymali powstańcy śląscy: Waleria Nabzdyk, Józef Opolski, Jan Bugla, Jan Kierot, Alojzy Cichoń.
W latach 1945–2010 Szkoła Podstawowa nr 3 wychowała 4845 absolwentów, a pracowało w niej 228 nauczycieli.
Publiczne Przedszkole nr 1 znajduje się przy ul. Mickiewicza 5, a Publiczne Przedszkole nr 4 przy ul. Mickiewicza 9. 9 września 2023 Publiczne Przedszkole nr 4 otrzymało imię Stanisława Szozdy.

## Absolwenci
- Andrzej Barszczyński – reżyser, scenarzysta[8]
- Harry Duda – poeta, dziennikarz
- Grzegorz Kaliciak – generał brygady Sił Zbrojnych RP[9]
- Daniel Stec – koszykarz
- Krzysztof Szafrański – kolarz szosowy
- Krzysztof Szeremeta – poeta, animator kultury